# درگیری ترکیه و کردها (۲۰۱۵–اکنون)
در اواخر ژوئیه سال ۲۰۱۵، فاز سوم منازعات ترکیه با کردها بین گروه‌های مختلف کرد و دولت ترکیه، پس از یک روند صلح دو و نیم ساله ناموفق، با هدف حل و فصل مناقشات آغاز شد.